# Protomyszostomum polynephris
Protomyszostomum polynephris is een ringworm uit de familie Myzostomatidae.
Protomyszostomum polynephris werd in 1912 voor het eerst wetenschappelijk beschreven door Fedotov.